# Vivica Genaux

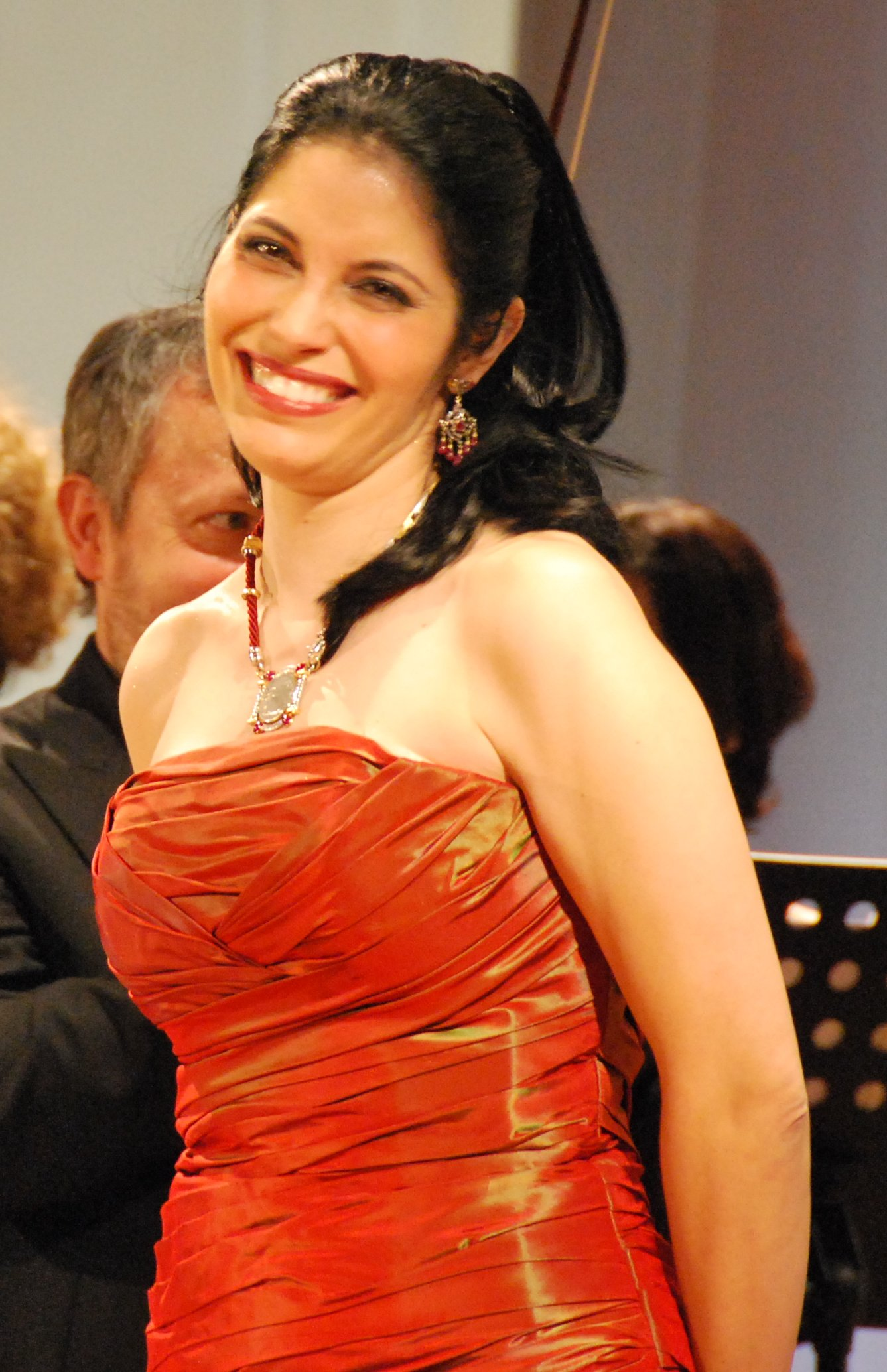
Vivica Genaux (2010)

Vivica Genaux (* 10. Juli 1969 in Fairbanks (Alaska)) ist eine US-amerikanische Opern- und Konzertsängerin, die für ihre virtuosen Interpretationen als Koloratur-Mezzosopran berühmt ist.

## Leben
Vivica Genaux ist das jüngste Kind eines gebürtigen Belgiers und einer in Mexiko geborenen deutschstämmigen Mutter; ihre Großmutter (mütterlicherseits) stammte aus Leipzig. Ihr Vater war Professor für Biochemie, die Mutter Gymnasiallehrerin. Vivica wuchs in Fairbanks im US-Bundesstaat Alaska auf, sowie in Japan, Texas und Belgien.
Sie lernte zunächst Violine und erhielt ihren ersten Gesangsunterricht mit 13 Jahren bei Dorothy Dow in Galveston (Texas). In einer Schulaufführung trat sie als Eliza Doolittle in dem Musical My Fair Lady auf und beschloss Sängerin zu werden.
Trotzdem studierte sie ab 1987 zuerst Biologie an der University of Rochester und nahm weiterhin nebenher Gesangsunterricht. An der Indiana University war sie Schülerin von Nicola Rossi-Lemeni und Virginia Zeani, später in Pittsburgh bei Claudia Pinza (Tochter von Ezio Pinza).
Ihre Operndebüt hatte sie 1994 als Isabella in Rossinis L’italiana in Algeri an der Florentine Opera in Milwaukee.
1997 sang sie zum ersten Mal an der New Yorker Metropolitan Opera, als Rosina in Il barbiere di Siviglia. Andere Rossini-Rollen, die sie an internationalen Theatern oder konzertant gesungen hat, sind die Angelina in La Cenerentola, Malcolm in La donna del lago, Falliero in Bianca e Falliero (2008) und Arsace in Semiramide (2015).
Besonders bekannt ist Vivica Genaux als brillante Interpretin des Barockrepertoires. Den internationalen Durchbruch hatte sie 2002 mit der CD Arias for Farinelli mit René Jacobs, ein Porträt des berühmten Kastraten Farinelli, wo sie ihre erstaunliche Virtuosität zeigen konnte. Die CD war ein Bestseller und wurde für den Grammy nominiert. 2010 sang sie zum ersten Mal bei den Salzburger Festspielen.
Genaux sang in zahlreichen Opern von Georg Friedrich Händel und Antonio Vivaldi und liebt ganz besonders die Musik von Johann Adolf Hasse, für den sie sich immer wieder, sowohl in Aufführungen, als auch auf CD eingesetzt hat.
2017 sang sie die Rolle des Piramo in Hasses Piramo e Tisbe in Budapest, Wien und Valencia, zusammen mit dem Ensemble Europa Galante unter Fabio Biondi; 2018 in der Pinchgut Opera in Sidney die Rolle der Mandane in Hasses Artaserse; im Theater an der Wien sang sie am 29. Januar 2020 die Titelrolle in Hasses Irene.
Zu ihrem Repertoire gehören die Titelrollen in Händels Giulio Cesare, Tamerlano und Rodrigo, Ruggiero in Alcina, Lepido in Lucio Cornelio Silla, Emilia in Vivaldis Catone in Utica, Dido in Henry Purcells Dido and Aeneas, und Trasimede in Riccardo Broschis Merope.
In Konzerten und auf CD sang sie seltenes Barock-Repertoire, von Komponisten wie Geminiano Giacomelli, Nicola Porpora, Attilio Ariosti, Carlo Francesco Pollarolo, Giovanni Bononcini, Domenico Sarro oder Leonardo Vinci.

## Ehrungen
- 1997: ARIA Award[7]
- 2007: Christopher Keene Award der New York City Opera
- 2008: Maecenas Award der Pittsburgh Opera
- Juni 2017: Händel-Preis der Stadt Halle, vergeben durch die Stiftung Händel-Haus.
- Januar 2019: Hasse-Preis der Johann Adolf Hasse-Stiftung.[8]

## Diskographie (Auswahl)
(jeweils chronologisch)

### Arienprogramme
- Arias for Farinelli (Musik von Johann Adolph Hasse, Geminiano Giacomelli, Nicola Porpora und Riccardo Broschi), mit der Akademie für Alte Musik Berlin, René Jacobs. Harmonia Mundi, 2002
- Bel Canto Arias (Musik von Donizetti und Rossini), mit Ensemble orchestral de Paris, John Nelson. Virgin Classics, 2003
- Handel & Hasse Arias, mit Les Violons du Roy, Bernard Labadie. Virgin Classics, 2006
- Vivaldi Opera Arias - „Pyrotechnics“ (Arien von Antonio Vivaldi), mit Europa Galante, Fabio Biondi. Erato, 2009
- A Tribute to Faustina Bordoni (Arien von Hasse und Händel), mit Cappella Gabetta, Andrés Gabetta. Deutsche Harmonia Mundi, 2012
- Rival Queens (Arien und Duette für Faustina Bordoni und Francesca Cuzzoni von Giovanni Bononcini, Johann Adolph Hasse, Domenico Sarro, Leonardo Vinci, Attilio Ariosti, Carlo Francesco Pollarolo u. a.), mit Simone Kermes (= Cuzzoni), Cappella Gabetta, Andrés Gabetta. Sony, 2014
- Hommage a Vivaldi - Sacred Works (Motetten „In turbato mare irato“ RV 627 und „Sum in medio tempestatum“ RV 632 u. a.), mit Wiener Kammerchor, Bach Consort Wien, Rubén Dubrovsky. Sony, 2018
- Baroque Gender Stories (Musik von Händel, Vivaldi, Galuppi, Hasse, Lampugnani, Wagenseil, Porpora, Traetta), mit Lawrence Zazzo, Lautten Compagney, Wolfgang Katschner. Sony, 2019

### Gesamtaufnahmen
(in Klammern nach Titel erscheint Rolle von Vivica Genaux)
- Gaetano Donizetti: Alahor in Granata (als Muley Hassem), mit Patrizia Pace, Juan Diego Florez, Simone Alaimo u. a., Orquesta Ciudad de Granada, Josep Pons (Weltersteinspielung, Live-Aufnahme). 1999
- Georg Friedrich Händel: Arminio (Titelrolle), mit Geraldine McGreevy, Dominique Labelle, Manuela Custer u. a. Il complesso barocco, Alan Curtis (Weltersteinspielung). Virgin Veritas,  2001
- Georg Friedrich Händel: Rinaldo (Titelrolle), mit Inga Kalna, Miah Persson, Lawrence Zazzo u. a., René Jacobs. Harmonia Mundi, 2003
- Alessandro Scarlatti: La Santissima Trinità (als Teologia), mit Véronique Gens, Roberta Invernizzi, Richard Croft u. a., Europa Galante, Fabio Biondi. Erato, 2004
- Antonio Vivaldi: Bajazet (als Irene), mit Patrizia Ciofi, Elina Garanca, Marijana Mijanovic u. a., Europa Galante, Fabio Biondi.  Virgin Classics, 2005
- Antonio Vivaldi: Atenaide, mit Sandrine Piau, Nathalie Stutzmann, Guillemette Laurens, Romina Basso u. a., Modo Antiquo, Federico Maria Sardelli. 2007
- Antonio Vivaldi: Ercole sul Termodonte (als Antiope), mit Romina Basso, Patrizia Ciofi, Joyce DiDonato, Philippe Jaroussky, Diana Damrau, Rolando Villazón, Topi Lehtipuu, Europa Galante, Fabio Biondi. Virgin Classics, 2010
- Johann Adolph Hasse: Sanctus Petrus et Sancta Maria Magdalena, mit Kirsten Blaise, Heidrun Kordes u. a., Orchester der Ludwigsburger Schlossfestspiele, Michael Hofstetter. Oehms Classics, 2010
- Antonio Vivaldi: L’oracolo in Messenia overo La Merope (als Epitide), mit Julia Lezhneva, Romina Basso, Ann Hallenberg u. a., Europa Galante, Fabio Biondi. Erato, 2012
- Johann Adolph Hasse: Marc’Antonio e Cleopatra (als Marc’Antonio), mit Francesca Lombardi Mazzulli, Le Musiche Nove, Claudio Osele. Deutsche Harmonia Mundi, 2013
- Vincenzo Bellini: I Capuleti e i Montecchi (als Romeo), mit Valentina Farcas u. a., Europa Galante, Fabio Biondi. Glossa, 2015
- Giacomo Meyerbeer: Emma di Resburgo, mit Simone Kermes ua. Wiener Singakademie, modern times 1800, Andreas Stoehr. ORF 1 / Newplay Classical Recordings (Live), 2015
- Georg Friedrich Händel: Lucio Cornelio Silla (als Lepido), mit Sonia Prina, Sunhae Im, Roberta Invernizzi u. a., Europa Galante, Fabio Biondi. Glossa, 2017
- Georg Friedrich Händel: Serse (als Arsamene), mit Franco Fagioli, Inga Kalna, Francesca Aspromonte u. a., Il pomo d’oro, Maxim Emelyanychev. Deutsche Grammophon, 2018